# Dieter Beck (Mediziner)
Dieter Beck (* 4. März 1935; † 26. März 1980) war ein Schweizer Psychiater.

## Leben
Dieter Beck promovierte 1960 an der Universität Basel. 1968 wurde er ebendort habilitiert. 1973 wurde er mit dem Dupois-Preis der Schweizerischen Ärztlichen Gesellschaft für Psychotherapie ausgezeichnet.
Beck war Leiter der Psychosomatischen Station der Medizinischen Universitäts-Poliklinik und ausserordentlicher Professor für Psychosomatik und Psychiatrie an der Universität Basel.
Er vertrat die These, dass körperliche Krankheiten «oft einen Versuch dar[stellen], eine seelische Verletzung auszugleichen, einen inneren Verlust zu reparieren oder einen unbewussten Konflikt zu lösen».
Er wurde von einem Angehörigen einer Patientin erschossen.

## Schriften (Auswahl)
- Vegetative Untersuchungen, Therapie und Prognose der Erschöpfungsdepressionen. In: Schweizer Archiv für Neurologie, Neurochirurgie und Psychiatrie. Bd. 90 (1962), H. 2, S. 370–391 (Dissertation, Universität Basel, 1962).
- Das Gallensteinleiden unter psychosomatischem Aspekt (= Zeitschrift für psychosomatische Medizin und Psychoanalyse. Beiheft Nr. 1). Verlag für Medizinische Psychologie im Verlag Vandenhoeck und Ruprecht, Göttingen 1970.
- Die Kurzpsychotherapie: Eine Einführung unter psychoanalytischem Aspekt. Huber, Bern 1974.
- Krankheit als Selbstheilung: Wie körperliche Krankheiten ein Versuch zur seelischen Heilung sein können. Insel, Frankfurt am Main 1981.